# Departament Belgrano (Santa Fe)
Belgrano és un departament situat en el sud-oest de la província de Santa Fe (Argentina), limita la nord amb els departaments de San Martín i San Jerónimo, a l'est amb el de Iriondo, al sud amb el de Caseros i cap a l'oest amb la província de Córdoba.

## Economia
A partir de la forta devaluació de la moneda local ocorreguda després de la crisi de finals de l'any 2001 la zona es va veure beneficiada per l'augment de les exportacions, convertint-se en un dels departaments de major producció de soia del país. D'altra banda la indústria ramadera es va veure reduïda enfront de l'avanç de la soia, que oferia marges guanyancials superiors. A més, existeix una gran concentració d'indústries dedicades a la producció de maquinàries agrícoles, les quals a partir del 2005 han expandit de manera significativa els seus mercats arribant a exportar a Veneçuela, Brasil, Paraguai i Uruguai, entre d'altres.

## Població
Segons estadístiques del IPEC en 2007 tenia 43.226 habitants.